# Peter Matussek
Peter Matussek (* 9. September 1955 in Oberhausen) ist ein deutscher Literatur- und Medienkulturwissenschaftler und war von 2008 bis 2021 Lehrstuhlinhaber für Medienästhetik an der Universität Siegen.

## Leben
Nach dem Examen an der Universität Hamburg (1984) arbeitete Peter Matussek als Computerjournalist (MacUp, PAGE) und Software-Entwickler (STACKS) sowie als Gutachter zum Computereinsatz in den Geisteswissenschaften, u. a. für das Bundesforschungsministerium. 1990 promovierte er über Goethes Naturästhetik. Anschließend leitete er das interdisziplinäre Forschungsprojekt „Goethe und die Verzeitlichung der Natur“ am Kulturwissenschaftlichen Institut Essen. Von 1993 bis 1999 hatte er eine Stelle als Wissenschaftlicher Mitarbeiter am Kulturwissenschaftlichen Seminar der Humboldt-Universität zu Berlin (am Lehrstuhl Hartmut Böhme) übernommen. 2000–2004 leitete er das DFG-Projekt Computer als Gedächtnistheater im Sonderforschungsbereich 447 (Kulturen des Performativen) an der Freien Universität Berlin (Sprecherin: Erika Fischer-Lichte); parallel dazu vertrat er 2001–2003 die Professur für Multimediaproduktion an der Universität Siegen. 2003–2008 folgte er einem Ruf an die Heinrich-Heine-Universität Düsseldorf als Professor für ‚Theorie und Geschichte der Schrift / Praxis des Schreibens‘ mit Eckprofessur in Medienkulturwissenschaft. 2008 wechselte er auf den Lehrstuhl für Medienästhetik an der Universität Siegen. 2021 wurde er emeritiert.
Peter Matussek lehrte u. a. als Gastprofessor in Südkorea, Japan, Indonesien und China.

## Familie
Peter Matussek hat vier Brüder, u. a. den Journalisten Matthias Matussek sowie den Diplomaten Thomas Matussek. Er ist ein Neffe des Psychiaters Paul Matussek und des Biochemikers Norbert Matussek.

## Auszeichnungen
- 2000: Wrigley’s Airwaves Award CoolSpot Science für das Web-Portal des Sfb 447 (mit L. Boehning)
- 2008: Lehrpreis der Heinrich-Heine-Universität Düsseldorf
- 2021: Landeslehrpreis Nordrhein-Westfalen in der Kategorie „Lehre an Universitäten“[1]

## Werk
Peter Matussek charakterisiert seinen Ansatz als ‚Historische Anthropologie medialer Praktiken‘. „Medienästhetik“ definiert er entsprechend als Selbsterfahrung der natürlichen und technischen Vermitteltheit menschlicher Wahrnehmung. Weitere Schlüsselbegriffe seiner Forschungen sind „Erinnerungstechnik“ – verstanden als Inspirationstechnik und „Wissensinszenierung“ als vom Subjekt/User nicht ablösbarer Akt der Datenverarbeitung.

## Buchpublikationen
- Naturbild und Diskursgeschichte. „Faust“-Studie zur Rekonstruktion ästhetischer Theorie. Stuttgart 1992.
- (als Herausgeber): Goethe und die Verzeitlichung der Natur. C. H. Beck, München 1998.
- Goethe zur Einführung. 2. Auflage, Junius, Hamburg 2002.
- (als Co-Autor mit Paul Matussek und Jan Marbach): Hitler. Karriere eines Wahns. Herbig, München 2000 (italienische Ausgabe 2003, engl. Ausgabe 2007).
- (als Herausgeber mit Natascha Adamowsky): Auslassungen. Leerstellen als Movens der Kulturwissenschaft. Königshausen & Neumann, Würzburg 2004.
- (als Co-Autor mit Hartmut Böhme und Lothar Müller): Orientierung Kulturwissenschaft. Was sie kann, was sie will. 3. Auflage. Rowohlt, Reinbek bei Hamburg 2007 (korean. Ausgabe 2004).
- Gelebter Wahn. Prekäre Biographien aus zwei Jahrhunderten. Königshausen & Neumann, Würzburg (im Erscheinen).